# Grande Prêmio de Cleveland

O Grande Prêmio de Cleveland foi uma corrida da CART/Champ Car disputada anualmente entre os anos de 1982 e 2007 no Aeroporto de Cleveland Burke Lakefront, na cidade de Cleveland no estado de Ohio nos Estados Unidos.

## Vencedores
| Temporada | Vencedor           | Chassi                 | Equipe                       | Detalhes |
| --------- | ------------------ | ---------------------- | ---------------------------- | -------- |
| 1982      | Bobby Rahal        | March-Ford-Cosworth    | TrueSports                   | Report   |
| 1983      | Al Unser           | Penske-Ford-Cosworth   | Penske Racing                | Report   |
| 1984      | Danny Sullivan     | Lola-Ford-Cosworth     | Doug Shierson Racing         | Report   |
| 1985      | Al Unser, Jr.      | Lola-Ford-Cosworth     | Doug Shierson Racing         | Report   |
| 1986      | Danny Sullivan     | March-Ford-Cosworth    | Penske Racing                | Report   |
| 1987      | Emerson Fittipaldi | March-Chevrolet-Ilmor  | Patrick Racing               | Report   |
| 1988      | Mario Andretti     | Lola-Chevrolet-Ilmor   | Newman/Haas Racing           | Report   |
| 1989      | Emerson Fittipaldi | Penske-Chevrolet-Ilmor | Patrick Racing               | Report   |
| 1990      | Danny Sullivan     | Penske-Chevrolet-Ilmor | Penske Racing                | Report   |
| 1991      | Michael Andretti   | Lola-Chevrolet-Ilmor   | Newman/Haas Racing           | Report   |
| 1992      | Emerson Fittipaldi | Penske-Chevrolet-Ilmor | Penske Racing                | Report   |
| 1993      | Paul Tracy         | Penske-Chevrolet-Ilmor | Penske Racing                | Report   |
| 1994      | Al Unser, Jr.      | Penske-Ilmor           | Penske Racing                | Report   |
| 1995      | Jacques Villeneuve | Reynard-Ford-Cosworth  | Team Green                   | Report   |
| 1996      | Gil de Ferran      | Reynard-Honda          | Jim Hall Racing              | Report   |
| 1997      | Alex Zanardi       | Reynard-Honda          | Chip Ganassi Racing          | Report   |
| 1998      | Alex Zanardi       | Reynard-Honda          | Chip Ganassi Racing          | Report   |
| 1999      | Juan Pablo Montoya | Reynard-Honda          | Chip Ganassi Racing          | Report   |
| 2000      | Roberto Moreno     | Reynard-Ford-Cosworth  | Patrick Racing               | Report   |
| 2001      | Dario Franchitti   | Reynard-Honda          | Team KOOL Green              | Report   |
| 2002      | Patrick Carpentier | Reynard-Ford-Cosworth  | Team Player's                | Report   |
| 2003      | Sébastien Bourdais | Lola-Ford-Cosworth     | Newman/Haas Racing           | Report   |
| 2004      | Sébastien Bourdais | Lola-Ford-Cosworth     | Newman/Haas Racing           | Report   |
| 2005      | Paul Tracy         | Lola-Ford-Cosworth     | Forsythe Championship Racing | Report   |
| 2006      | A. J. Allmendinger | Lola-Ford-Cosworth     | Forsythe Racing              | Report   |
| 2007      | Paul Tracy         | Panoz-Cosworth         | Forsythe Racing              | Report   |